# Avessac

Avessac este o comună în departamentul Loire-Atlantique, Franța. În 2009 avea o populație de 2,409 de locuitori.